# IESEG School of Management
IÉSEG School of Management ("IÉSEG" står for Institut d'Economie Scientifique Et de Gestion, hvilket oversat betyder Institut for Videnskabelig Økonomi og Ledelse) er en højere uddannelsesinstitution og handelsskole i Frankrig, der blev oprettet i 1964 i Lille. Handelsskolen er medlem af Université Catholique de Lille, det største private universitet i Frankrig i forhold til antal studerende og midler. Skolen har to lokaliteter med campus hhv. i Lille og i Paris. IÉSEG holder tre internationale akkrediteringer: EQUIS, AACSB og AMBA (Associations of MBAs), og i top 1% af de mest anerkendte handelsskoler i verden.
IÉSEG School of Management bedømmes hvert år af den internationale Financial Times. Skolen er en fransk Grande Ecole og medlem af Conférence des Grandes Écoles, hvorfor den er at betegne som en af landets højeste uddannelsesinstitutioner.
Skolen har i alt 5.150 studerende på campusserne Lille og Paris. I Paris har skolen til huse i bygningen Grande Arche beliggende i forretningsdistriktet La Défense. Bygningen er tegnet af den danske arkitekt Johan Otto von Spreckelsen i samarbejde med den franske arkitekt Paul Andreu.
IÉSEG samarbejder med det franske nationale center for videnskabelig forskning (CNRS). Skolen har 2270 internationale studerende, 84% af det faste fakultet er af anden nationalitet end fransk og alle undervisere har en Ph.d. Skolen er desuden en del af et netværk af mere end 281 partneruniversiteter i 69 lande.  

## Historie
- 1964 - IÉSEG blev grundlagt i Lille som Institut d'Economie Scientifique et de Gestion .
- 1976 - Det franske ministerium for videregående uddannelser anerkender officielt IÉSEG.
- 1985 - IÉSEG bliver en institutionel partner i et forskningscenter tilknyttet det franske nationale center for videnskabelig forskning ( CNRS ).
- 1993 - Det samlede antal studerende overstiger 500.
- 1997 - IÉSEG bliver medlem af Conférence des Grandes Écoles .
- 2002 - IÉSEG Grande École-programmet omlægges så det er kompatibelt med Bologna-systemet. Alle kurser i MSc i Management undervises på engelsk.
- 2003 - Fornyelse af statlig akkreditering af graden, som også modtager graden de master. Lancering af Master of International Business.
- 2004 - IÉSEG grundlægger sit International Advisory Board. Det samlede antal studerende overstiger 1.000. Sammen med Université Catholique de Lille lancerer IÉSEG en anden fundraising-kampagne (30 mio. EUR) efter succes med først at have rejst mere end € 5 mio.
- 2009 - Efter et år i midlertidige lokaler åbner IÉSEG et campus beliggende i “La Grande Arche”, Paris, La Défense.
- Det samlede antal studerende overstiger 2.000.
- 2010 - Lancering af International Summer Academy på Paris campus.
- 2011 - Lancering af Advanced MIB-programmet i Paris. Det samlede antal studerende når 2.729.
- 2014 - Lancering af 4 nye MSc (Master of Science) programmer inden for digital marketing og CRM, forretningsanalyse og rådgivning, økonomi, regnskab)
- 2015 - Fornyelse af IÉSEGs EQUIS-akkreditering. Lancering af en bachelor i international forretning, 3 nye kandidatuddannelsesprogrammer (Big Data analytics for Business, Investment Banking & Capital Markets, og International Business Negotiation) og en Executive MBA.

## Lokationer

### Lille campus
Den historiske campus, der ligger i hjertet af byen Lille, består af moderne bygninger med et samlet areal på mere end 20.000 m2 (6 bygninger i alt).

### Paris campus
I 2008 åbnede IÉSEG et andet campus i bygningen Grande Arche i La Défense . Målet var at tiltrække flere studerende (primært internationale studerende) og styrke forholdet til virksomhederne beliggende i området.  
Dette campus indeholder forelæsningssale, 20 klasseværelser, tre multimedierum, et bibliotek, et cafeteria og mødelokaler for klubber og foreninger.
I 2018 åbnede desuden en ny bygning på 8000 m² blot 100 m fra Grande Arche.